# رون هنري (لاعب كرة قاعدة)
رون هنري (بالإنجليزية: Ron Henry)‏ هو لاعب كرة قاعدة أمريكي، ولد في 7 أغسطس 1936 في تشيستر في الولايات المتحدة، وتوفي في 14 مايو 2016 في دنفر في الولايات المتحدة.

## وصلات خارجية
- رون هنري على موقع دوري كرة القاعدة الرئيسي (الإنجليزية)
- رون هنري على موقعبيزبول رفرنس.كوم (الدوري الرئيسي) (الإنجليزية)
- رون هنري على موقعبيزبول رفرنس.كوم (الدوري الثانوي) (الإنجليزية)